# South Street Seaport

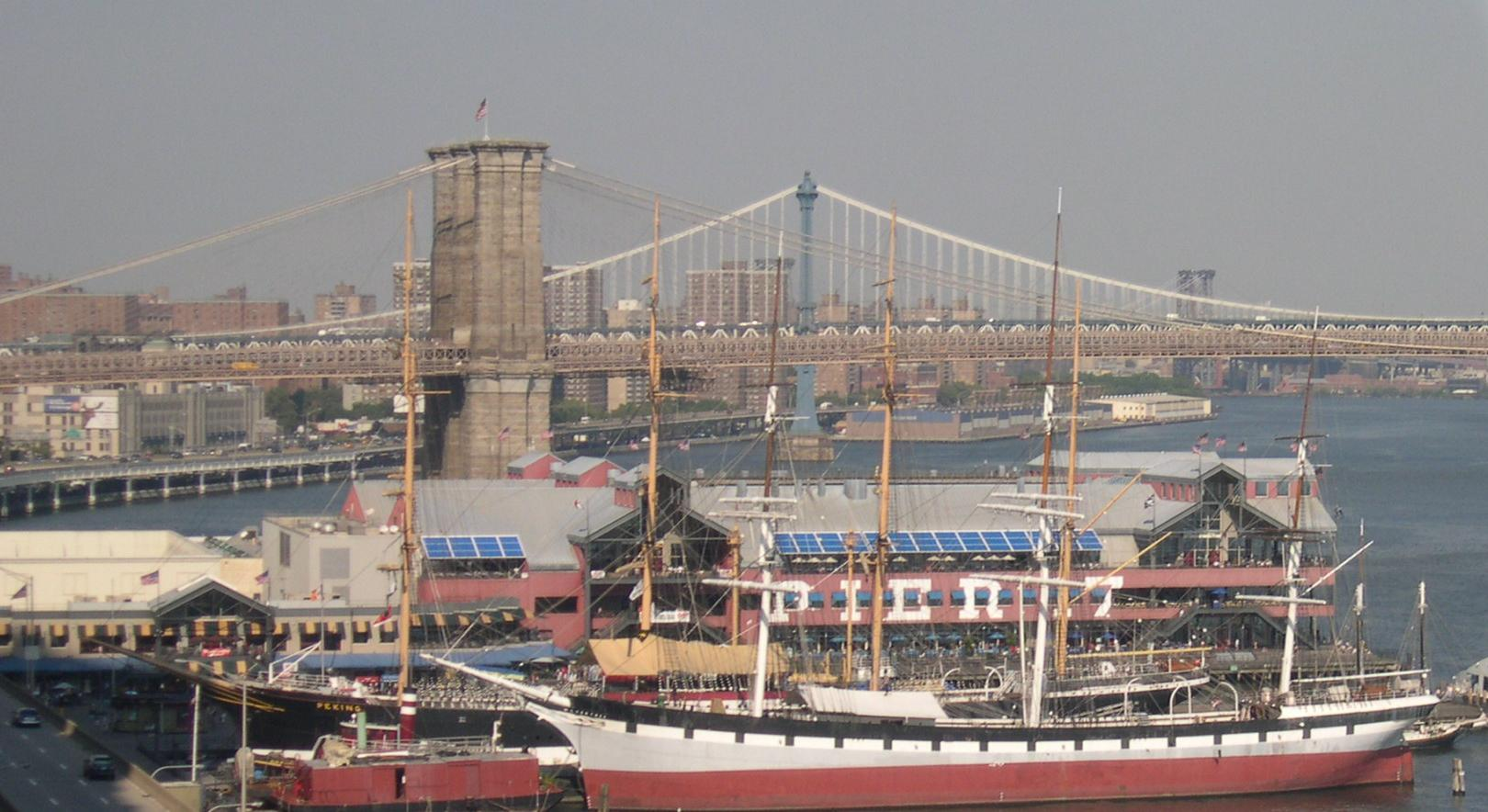
Vista de South Street Seaport a New York amb els ponts de Brooklyn, Manhattan, i Williamsburg.

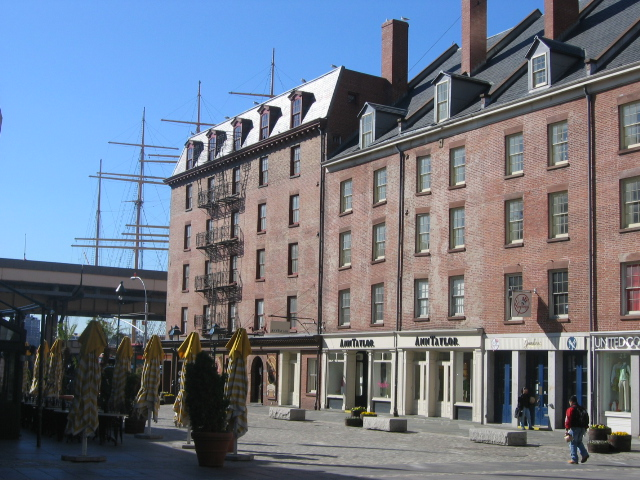
Fulton Street

South Street Seaport (port marítim de South Street) és una zona històrica i turística de la ciutat de New York, situada a l'extrem de  Fulton Street tocant a l'East River.
Situat al sud-est de Manhattan, i confrontant el  Financial District, es considera sovint South Street Seaport com un barri a banda. Una secció de  Fulton Street ha conservat les seves antigues llambordes. S'hi troben edificis comercials datant de començaments del segle xix, un mercat de peix (Fulton Fish Market), i galeries comercials amb botigues, restaurants i bars. Hi amarren grans velers al llarg del port, a l'escullera n° 17, destacant-hi el Flying P-Liner  Peking, així com els vaixells-museu. De l'escullera estant, es té una excel·lent vista sobre el Pont de Brooklyn i Brooklyn Heights.